# Jean Dotto
Jean Dotto (ur. 27 marca 1928 w Saint-Nazaire; zm. 20 lutego 2000 w Ollioules) – francuski kolarz szosowy startujący wśród zawodowców w latach 1950–1963. Był pochodzenia włoskiego, od 1 września 1937 obywatel Francji. Zwycięzca Vuelta a España (1955).

## Najważniejsze zwycięstwa
- 1952 - Critérium du Dauphiné Libéré
- 1954 - etap w Tour de France
- 1955 - Vuelta a España, etap w Giro d'Italia
- 1960 - Critérium du Dauphiné Libéré